# چت شایر
چت شایر (انگلیسی: Chat-Shire؛ به سبک CHAT-SHIRE نوشته می‌شود) پنجمین آلبوم چندآهنگه به زبان کره‌ای از خواننده و ترانه‌پرداز اهل کره جنوبی، آی‌یو است. این آلبوم که تمامی قطعه‌های آن توسط آی‌یو ساخته شده‌اند، به صورت دیجیتالی در ۲۳ اکتبر ۲۰۱۵ منتشر شد و نسخهٔ فیزیکی آن چهار روز بعد توسط لوئن انترتینمنت و تحت لیبل لوئن تری عرضه گردید. این اثر نخستین انتشار آی‌یو با محتوای کاملاً جدید پس از آلبوم عصر جدید (۲۰۱۳) به‌شمار می‌رود. چت شایر شامل هفت قطعه از جمله تک‌آهنگ آغازین «بیست و سه» است. همچنین دو قطعهٔ اضافه (فقط در نسخهٔ سی‌دی) با عنوان‌های «قلب» و «بیست و سه» نیز در آلبوم گنجانده شده‌اند که پیش‌تر در مجموعه تلویزیونی تهیه‌کنندگان از شبکهٔ کی‌بی‌اس استفاده شده بودند. آی‌یو در این مجموعه نقش شخصیت سیندی را ایفا کرده بود.

## آهنگسازی
به‌گفتهٔ اسکات اینتررانته از پاپ‌مترز، چت شایر از تنظیم‌های پر جزئیات و ارکستراسیون غنی بهره می‌برد که فضایی شبیه به موسیقی چیمبر پاپ دههٔ ۱۹۹۰ را بازآفرینی می‌کند. ترانهٔ «ملکه سرخ» با الهام از یک اثر طراحی‌شده توسط خواننده و بازیگر کره‌ای سولی ساخته شده است.

## جدول‌های موسیقی
| جدول (۲۰۱۵)                                 | بالاترین جایگاه | فروش                |
| ------------------------------------------- | --------------- | ------------------- |
| جدول آلبوم‌های هفتگی گائون کره جنوبی         | ۲               | - کره جنوبی: ۹۶٬۵۸۷ |
| جدول آلبوم‌های ماهانه گائون کره جنوبی        | ۹               | - کره جنوبی: ۹۶٬۵۸۷ |
| جدول آلبوم‌های پایان سال گائون کره جنوبی     | ۵۶              | - کره جنوبی: ۹۶٬۵۸۷ |
| جدول آلبوم‌های هیت‌سیکرز بیلبورد ایالات متحده | ۱۹              | - کره جنوبی: ۹۶٬۵۸۷ |
| جدول آلبوم‌های جهانی بیلبورد ایالات متحده    | ۴               | - کره جنوبی: ۹۶٬۵۸۷ |

## تاریخچه انتشار
| منطقه     | تاریخ         | فرمت           | ناشر     |
| --------- | ------------- | -------------- | -------- |
| کره جنوبی | ۲۳ اکتبر ۲۰۱۵ | دانلود دیجیتال | لوئن تری |
| مختلف     | ۲۳ اکتبر ۲۰۱۵ | دانلود دیجیتال | لوئن تری |
| کره جنوبی | ۲۷ اکتبر ۲۰۱۵ | سی‌دی           | لوئن تری |